# Saab 900
SAAB 900 — автомобіль шведського концерну SAAB. Випускався з 1979 по 1998 роки. Розроблявся як продовження моделі SAAB 99 з покращеним комфортом, оснащенням і двигунами. На момент виходу в 1979 році укомплектовувати 8-клапанним однокарбюраторним 2,0 літровим двигуном потужністю 100 к.с.
Saab 900 базується на шасі Saab 99. Saab 900 вироблявся як 2- і 4-дверний седан і 3- і 5-дверний хетчбек, крім того, з 1986 року як кабріолет. Існували одно-та двухкарбюраторні версії, паливний і турбонаддувний двигуни, в тому числі Turbo повного тиску (FPT) і Turbo низького тиску (LPT).
На початку виробництва, Saab 900 постачався з 2.0-літровим двигуном та пропонував інноваційні елементи, нетипові для шведської автомобільної промисловості. Поздовжнє розташований двигун знаходився позаду, а трансмісія перебувала під маслозбірником. Хетчбек, наприклад, з цим двигуном розганявся до сотні за 10.5 секунд. 
Пізніше лінійка силових агрегатів була розширена за рахунок 2.3 та 2.5-літрових двигунів. До пари двигунам пропонувалась механічна або автоматична коробки. Керувати автомобілем було легко. Оригінальні моделі оснащувались двоважільною підвіскою. З 1985 року автомобілі отримували стабілізатори поперечної стійкості, внаслідок чого їзда стала більш жорсткою та менш комфортною при входженні в повороти. Як би там не було, але 900 добре справлявся з нерівностями дороги. Рульове управління було точним, а гальмування своєчасним. 
Ранні моделі отримували: AM/FM стерео, касетний програвач і радіо з шістьма динаміками, протиугінний код блокування, іммобілазер двигуна, замки з блокуванням та функцію дистанційного закривання. Згодом, 900 оснастили: денними ходовими вогнями, омивачами головних фар, передніми та задніми протитуманними фарами, кондиціонером, клімат-контролем, складною рульовою колонкою, три точковими ременями безпеки, шкіряною обшивкою та електроприводом водійського сидіння. В базу також увійшли: підсилювач керма, електропривод дзеркал та теплопоглинальне скло. 

## Перше покоління (1978-1993)

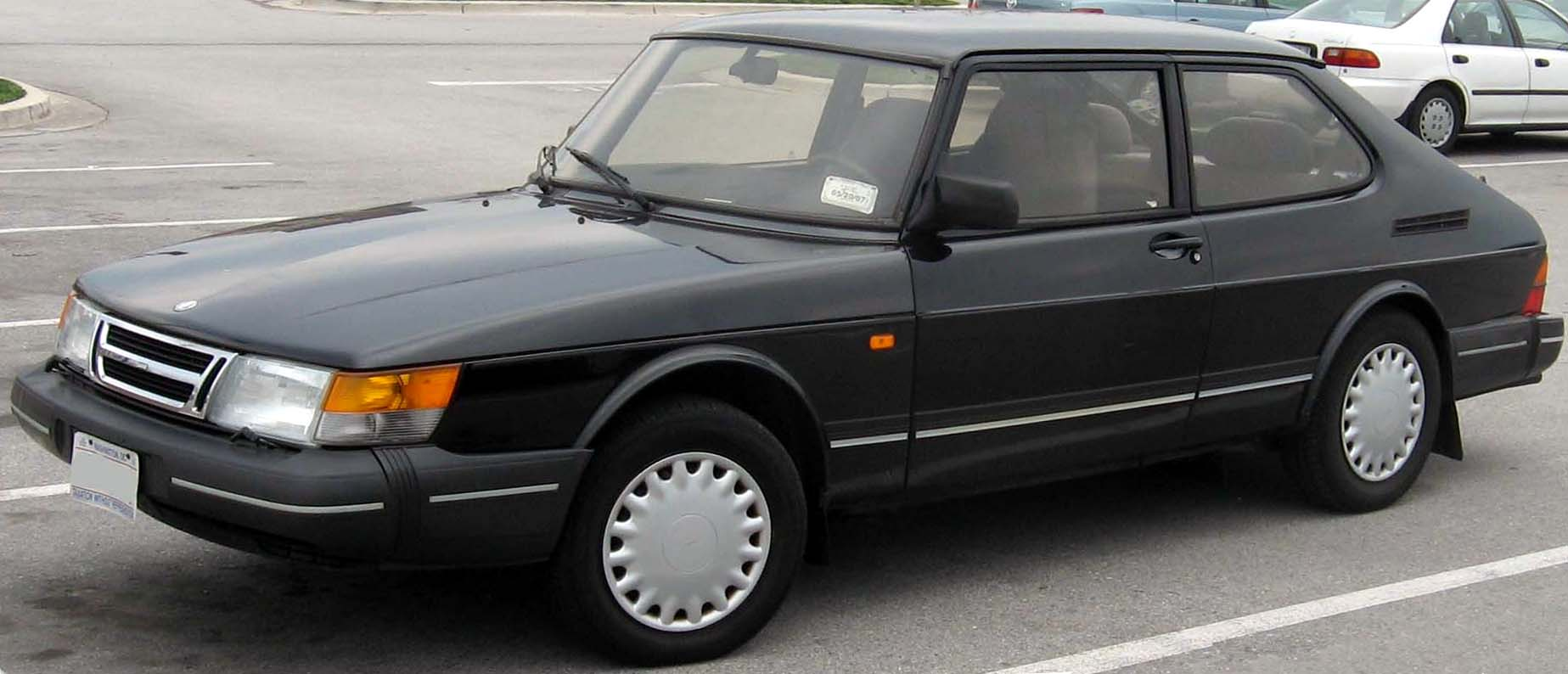
Saab 900 І

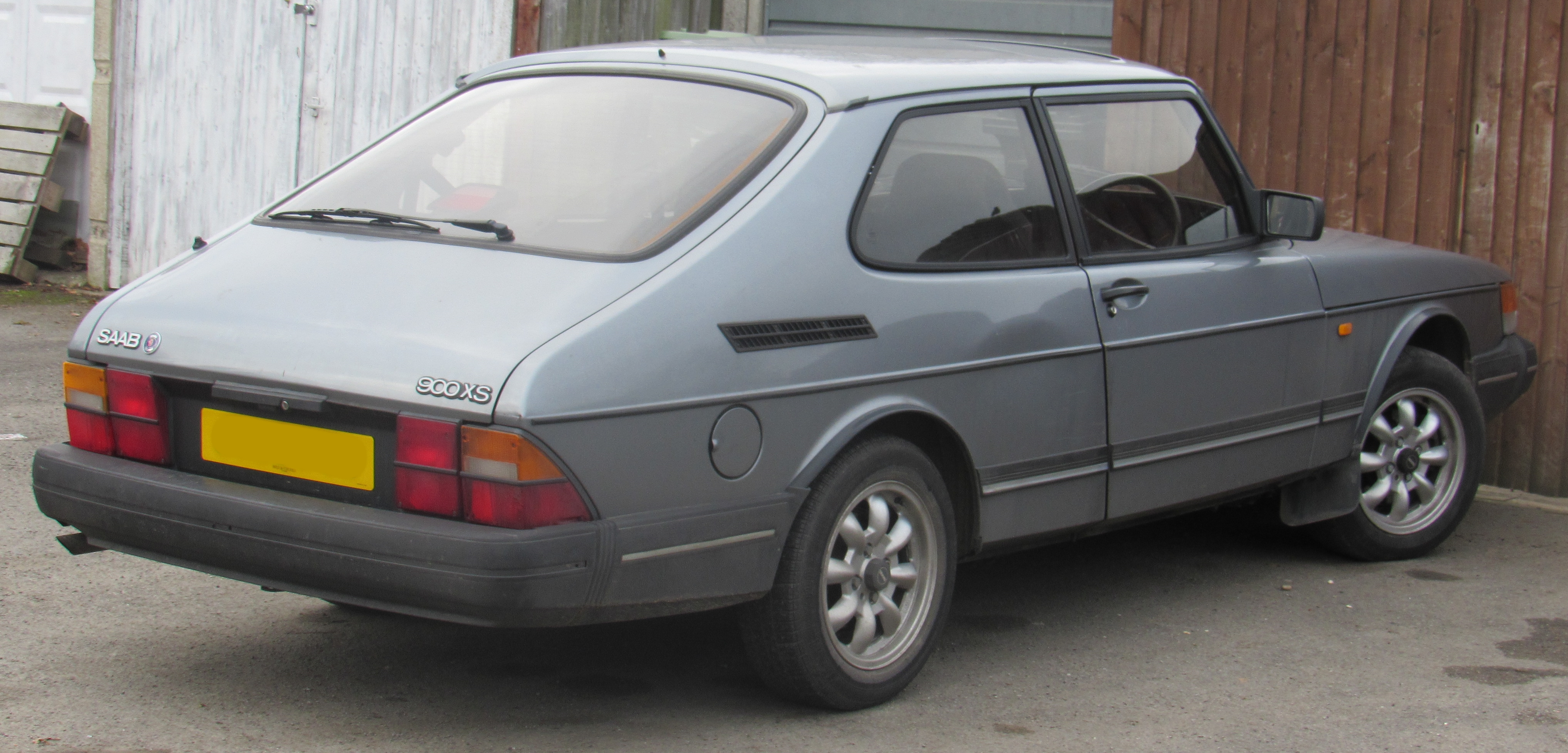

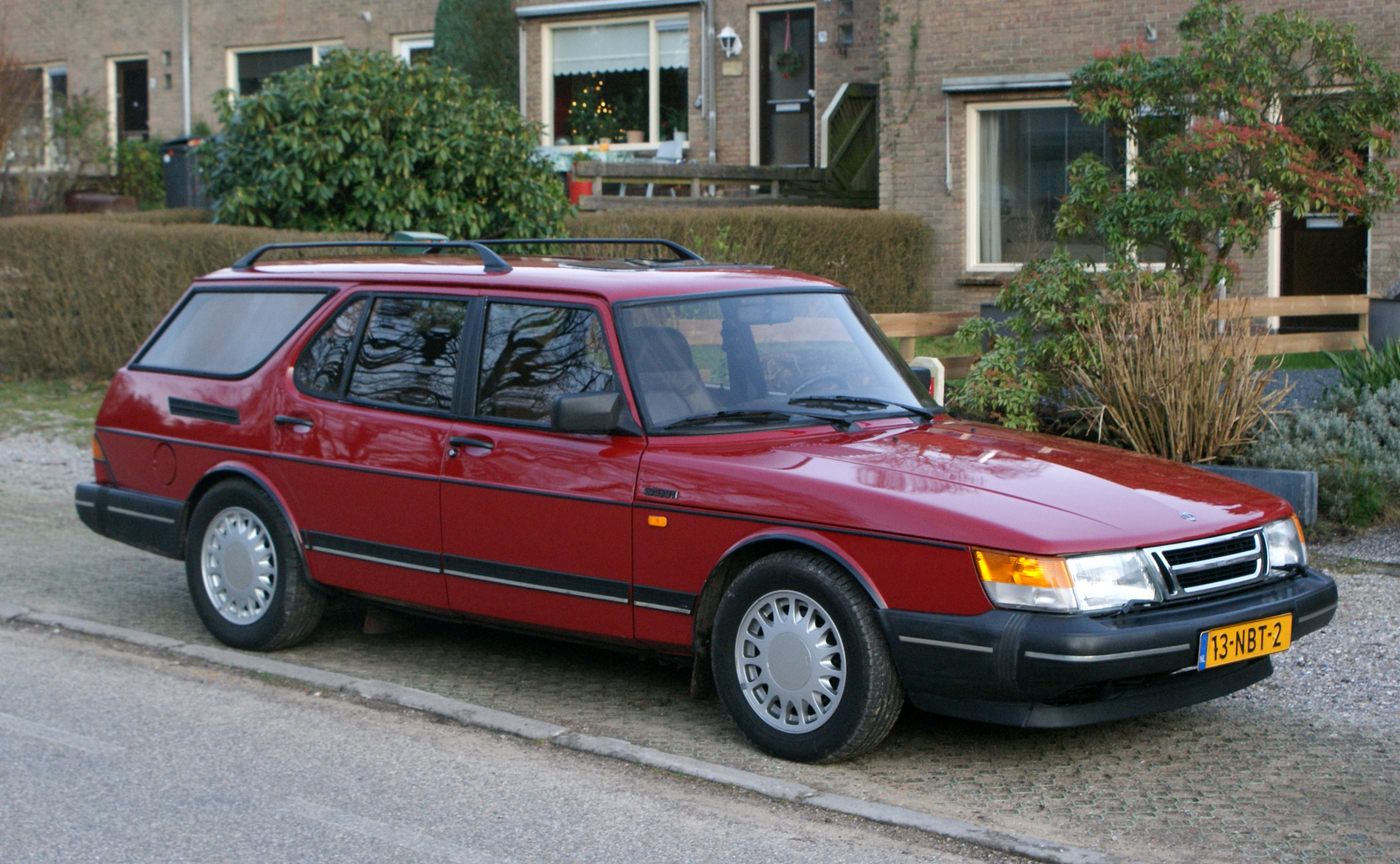

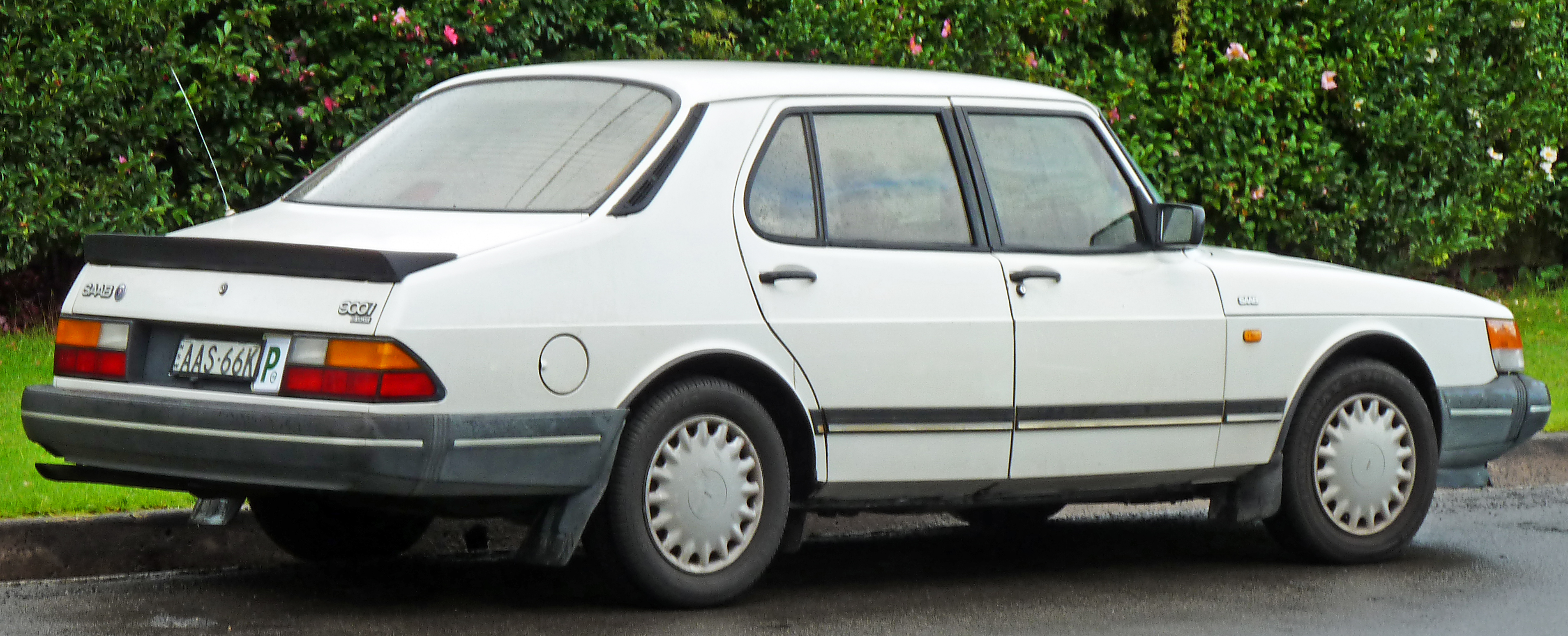

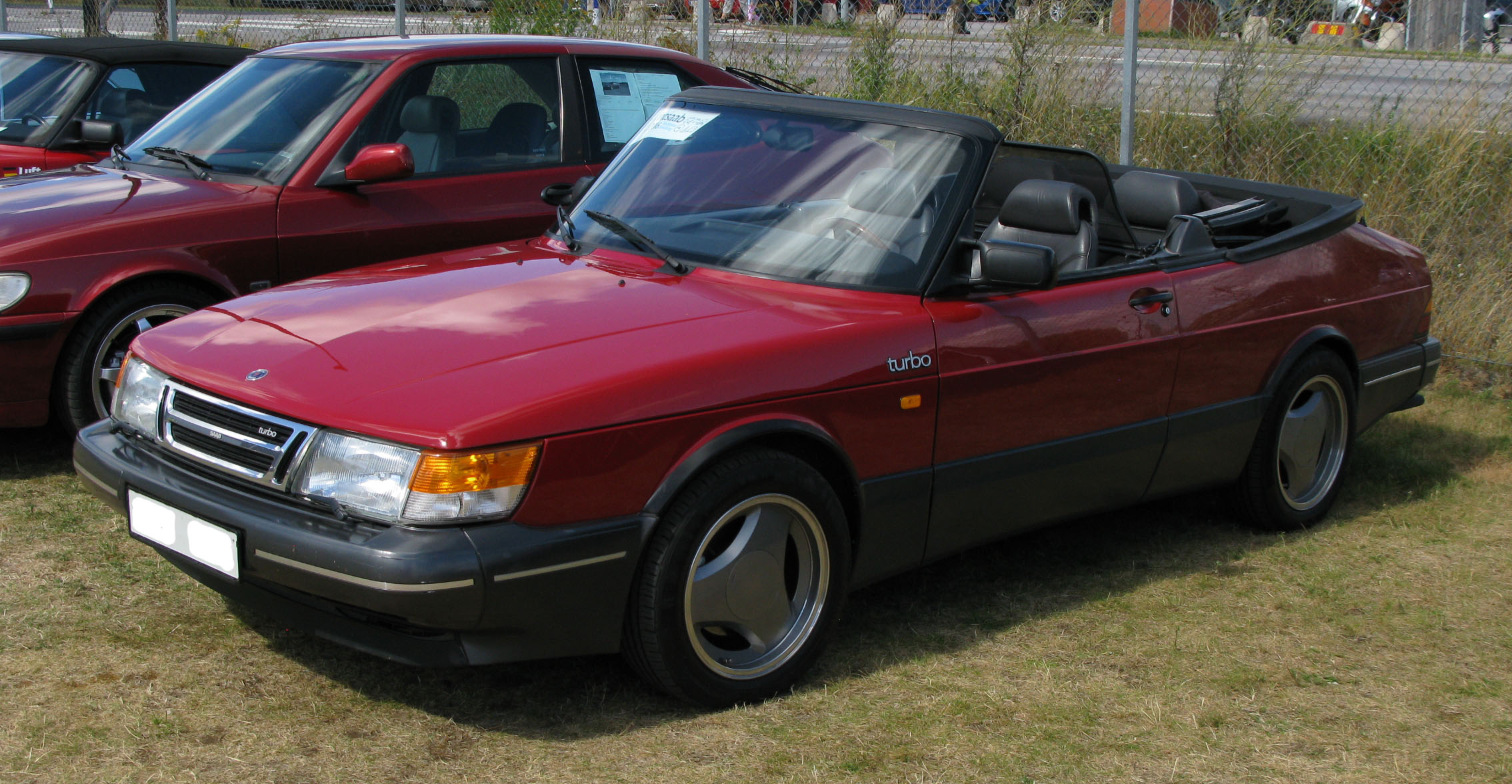

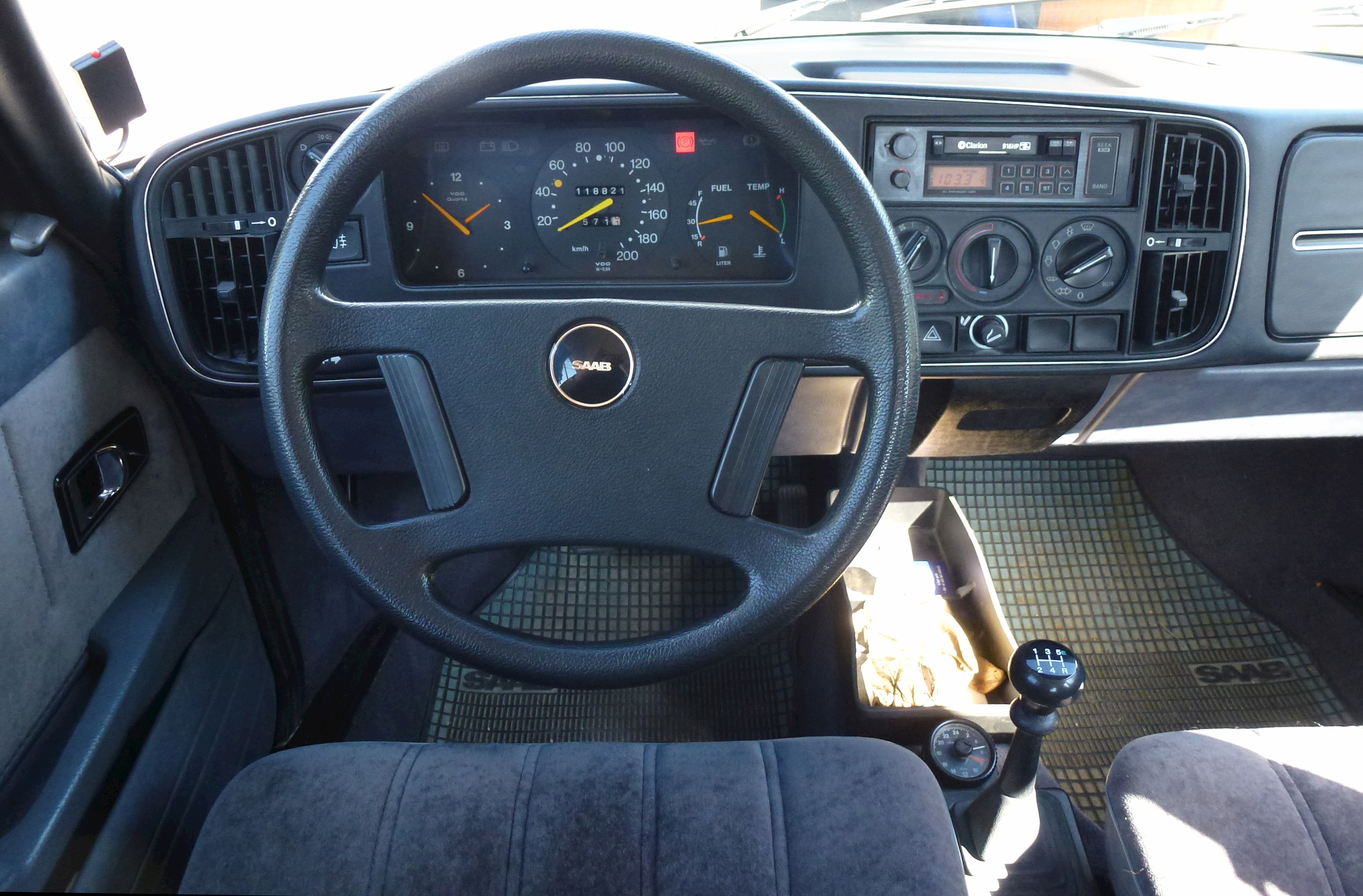

У 1979 році 900 був доступний в трьох версіях: з двигунами GL 99 к.с./73.5 кВт; GLS (подвійний карбюратор) на 106 к.с./79.5 кВт; і Turbo на 143 к.с./107 кВт. П'ятиступінчаста коробка передач була введена на Turbo в 1980 році.
SAAB 900 в кузові седан був представлений в 1981 році разом з відмовою від старих двигунів Saab B на користь більш легких двигунів Saab H. На початку 1980-х років більшість 900 вироблялося в Тролльхеттані. Також виробництво було організовано в Фінляндії на заводі Valmet (виробляли SAAB 900C призначені для США) і на заводі (нині не існуючому) в шведському місті Ерлєв (близько Мальме), на якому виготовлялися обмежені серії 900.
У 1982 році на турбодвигунах SAAB з'явилася система APC (автоматичне регулювання продуктивності), також відома як буст-контроллер. Система APC дозволяє двигуну використовувати різні сорти бензину (без шкоди для двигуна). Також в цьому році на SAAB вперше з'явився центральний замок (для версій GLE і Turbo).
У 1983 році була введена в експлуатацію нова, більш надійна, система гальм. Нова версія моделі - GLI, з'явилася в цьому році в Швеції, з новим двигуном, що має уприскування палива.
У 1985 році на 900 почали встановлювати 16-клапанний двигун DOHC B202, з турбонагнітачем і проміжним охолоджувачем (175 к.с./129 кВт). Новий силовий агрегат дозволив досягати 900-му - 210 км/год (130 миль/год). Також з цього року 900-й отримав оновлену решітку радіатора і нове трьохспицеве кермо (для всіх моделей).
Подвійний карбюратор і модель GL були зняті з конвеєра в 1985 році. Тепер 900 був доступний в карбюраторній версії і «інжекторній» під маркуванням 900i.
Нова решітка радіатора, фари, і так звані «інтегровані» бампери з'явилися на моделі 900 в 1987 році.
У 1988 році відбулося ще кілька оновлень інтер'єру, які з'явилися на 900-му і 9000-му, що зробило їх ще більш схожими. Також відбулося чергове оновлення гальмівної системи і ходової частини, що поліпшило характер керованості. Була встановлена модернізована система охолодження двигуна.
У 1989-1990 роках були зняті з виробництва карбюраторні і 8-клапанні версії 900-го, одночасно додалася нова коробка передач.
У 1991 році на SAAB починають встановлювати ABS - антиблокувальна систему гальм. Також оновили лінійку двигунів новим 2,1-літровим (140 к.с./129 кВт) двигуном B212. Цей силовий агрегат був доступний в Сполучених Штатах до кінця випуску SAAB 900 (першого покоління), але в більшості країн Європи, даний мотор був замінений через рік через змінені податкові правила (збільшення податкових зборів). Крім того з'явилася опція електро-регульовані сидіння водія і пасажира.
Всього виготовлено 908 810 першого покоління.

### Двигуни
- 2.0 L B201 NA I4 101-118 к.с.
- 2.0 L B201 turbo I4 140-155 к.с.
- 2.0 L B202 16v turbo I4 145-175 к.с.
- 2.0 L B202 16v I4 126-130 к.с.
- 2.1 L B212 NA I4 140 к.с.

## Друге покоління (1994-1998)

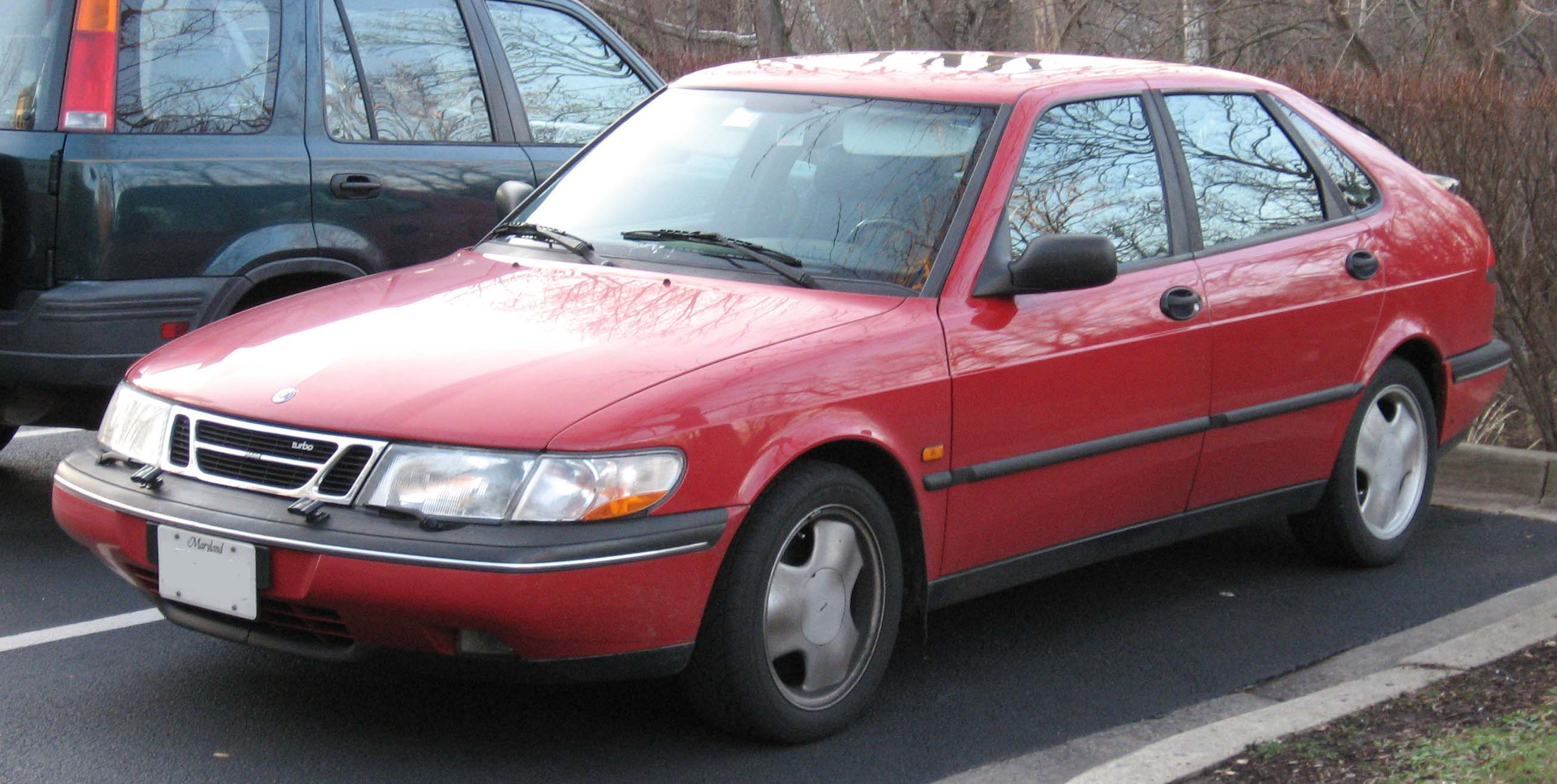
Saab 900 ІІ

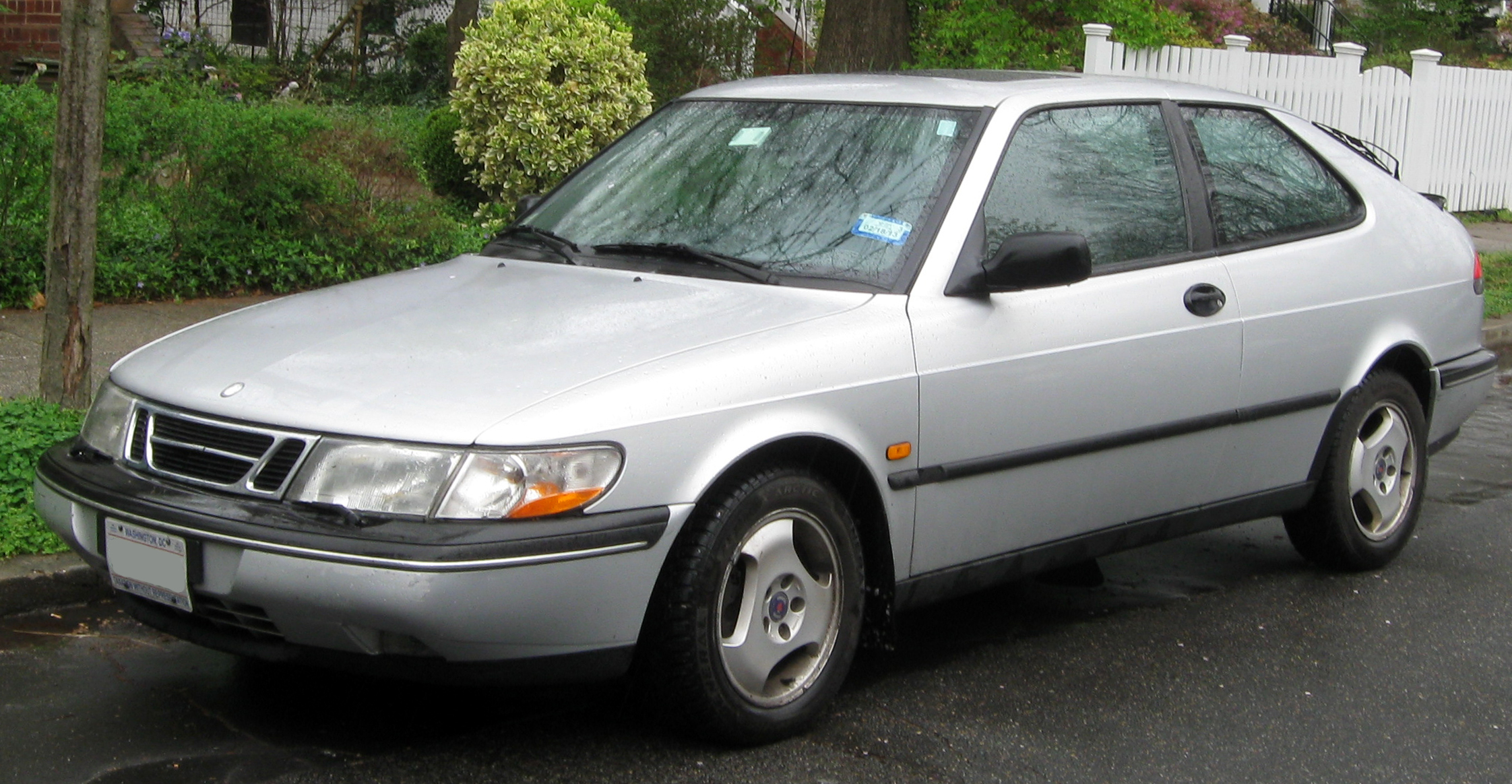
Saab 900 ІІ

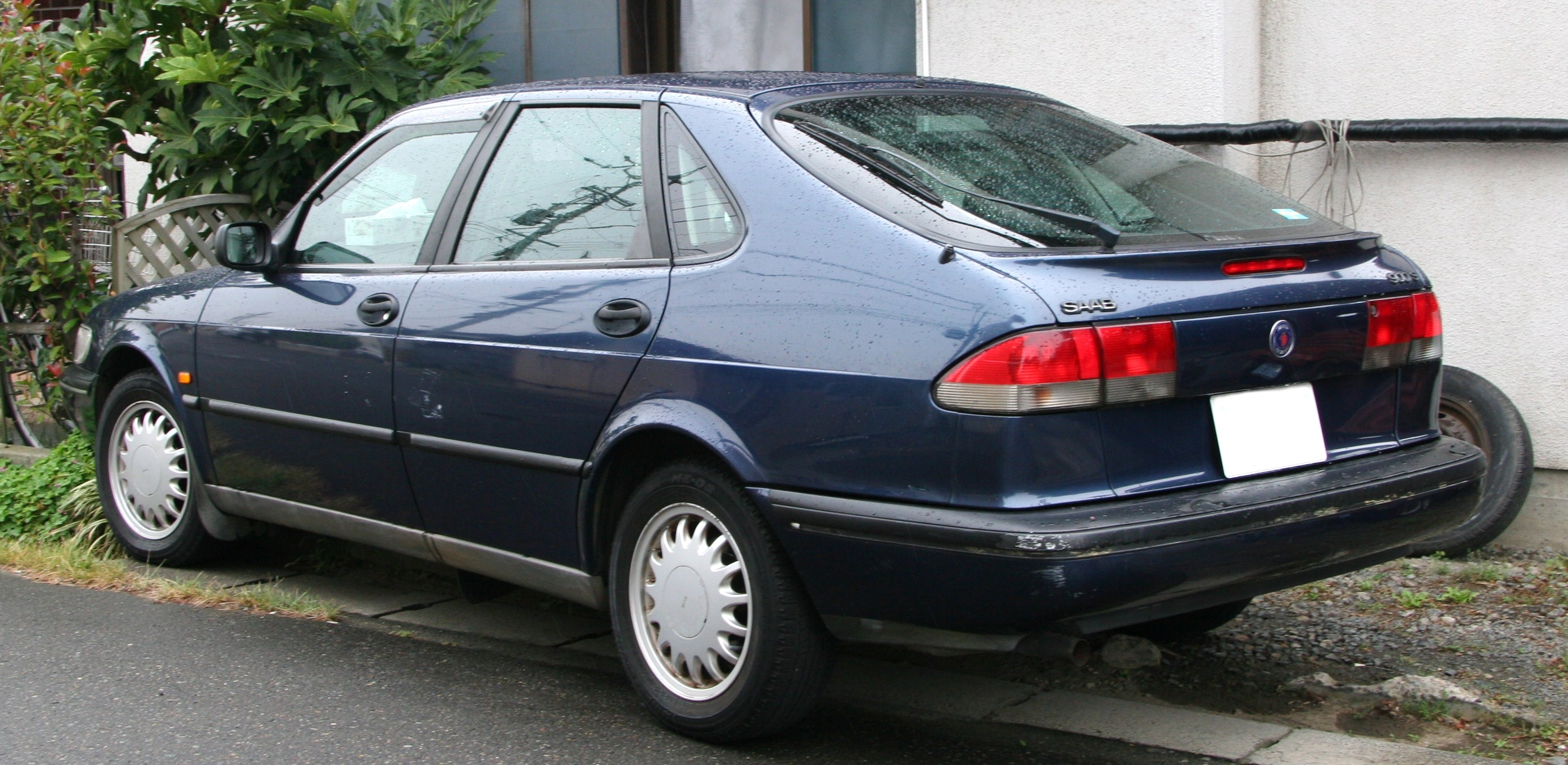

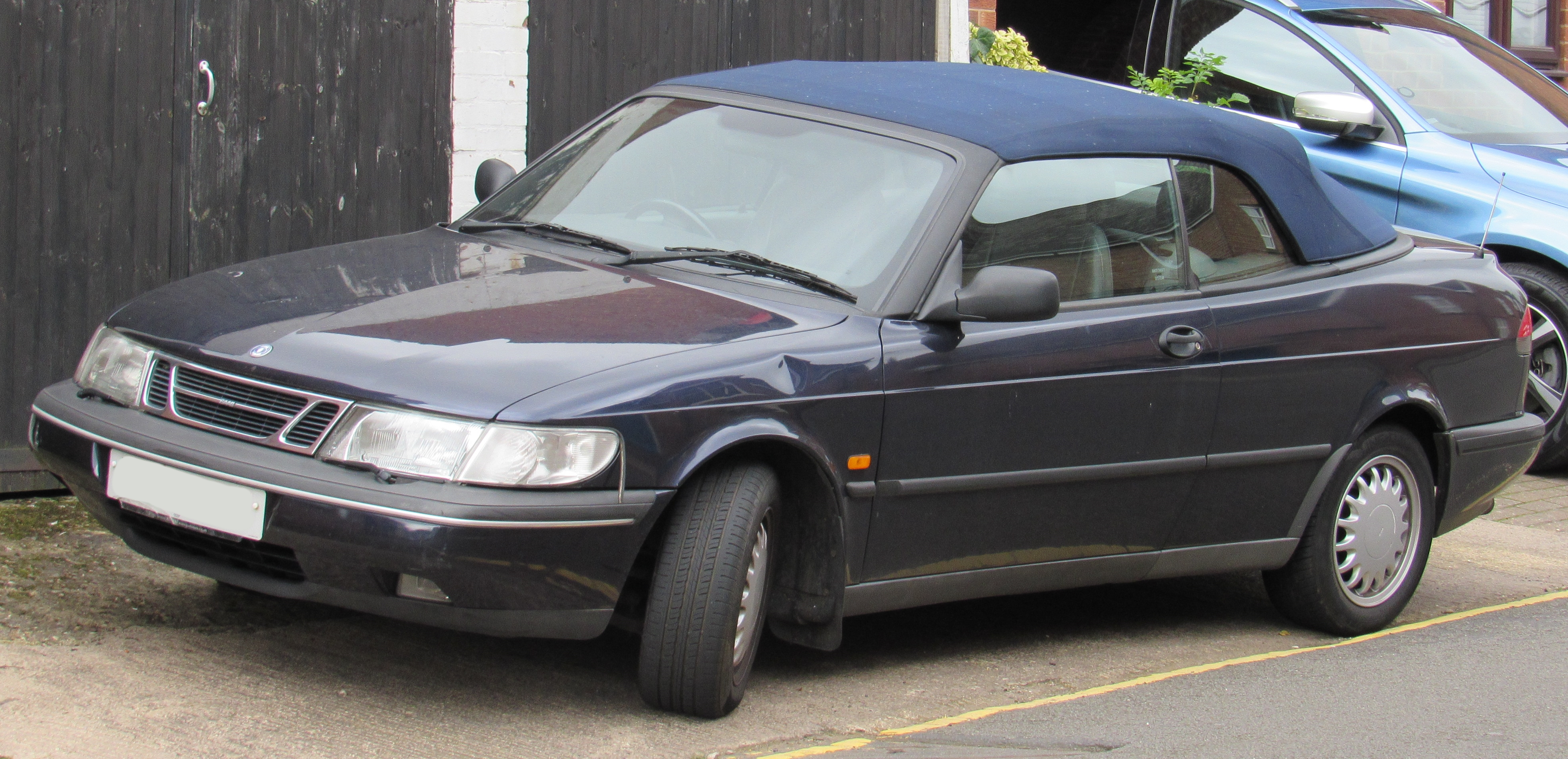

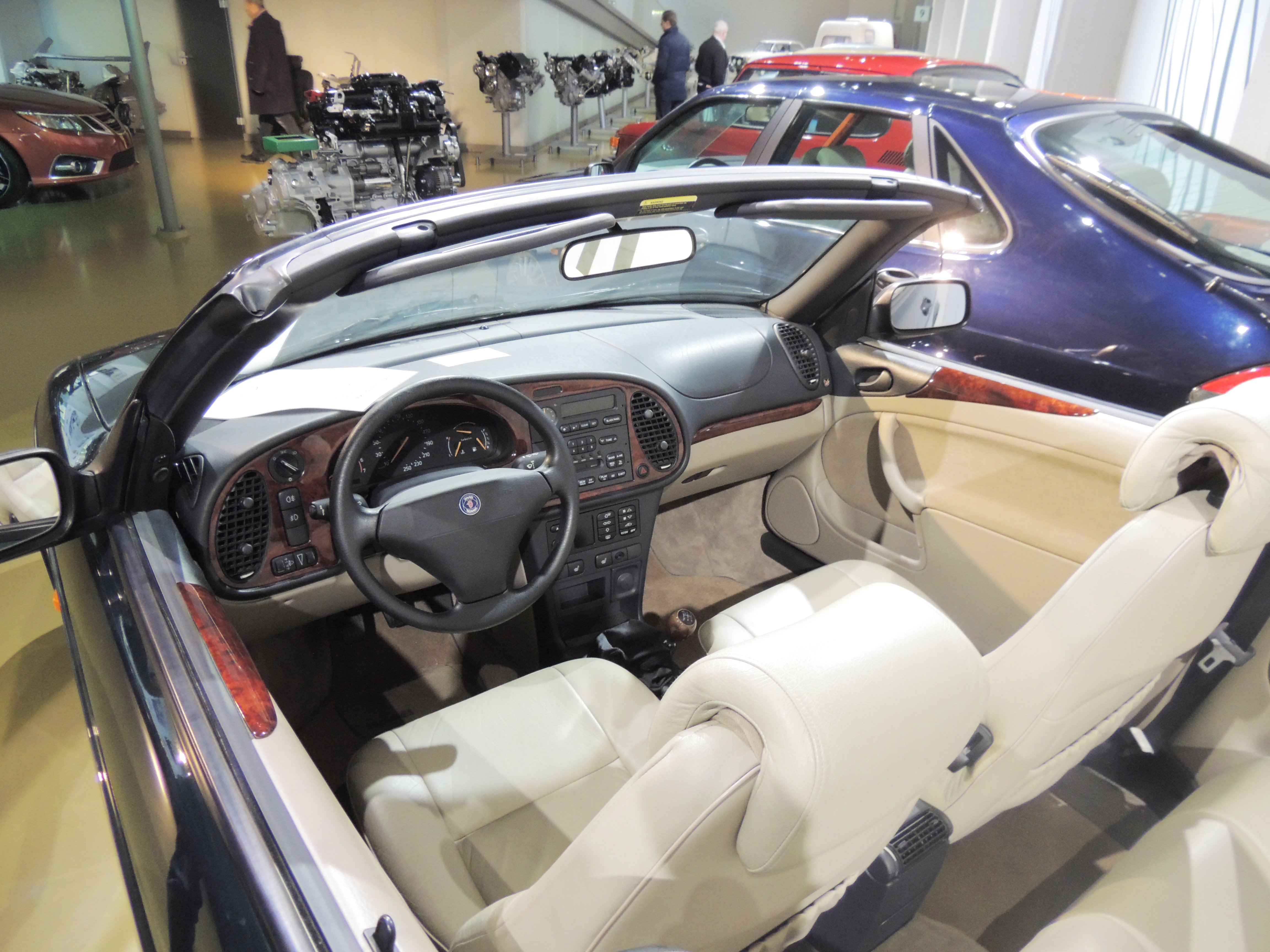

Друге покоління SAAB 900 (також відоме як 900NG серед ентузіастів) було побудоване на заводі General Motors на базі Opel Vectra в якості заміни SAAB 900 першого покоління. Цей абсолютно новий 900 випускався з 1994 по 1997 рік. У 1998 році він отримав кілька удосконалень і був перейменований в SAAB 9-3.
Новий 900 вийшов з двигуном S (4-циліндровий, без турбонаддуву) і SE (4-циліндровий турбо або V6). У тридверному, п'ятидверному виконанні хетчбека і як кабріолет.
Залежно від ринку, NG900 був доступний з 2,0 л або 2,3 л 16-клапанним DOHC двигуном Saab (двигун Saab коди B204, B234), а також 2,5 л версію двигуна V6. Система автоуправління турбодвигуном Saab Trionic 5, пряме запалювання (SDI) і автоматичне регулювання продуктивності від Bosch - ось неповний список оновлень технічної частини 900.
На відміну від «класичного» Saab 900 з поздовжньо установленим двигуном і капотом, що відкидається вперед, NG900 мав поперечно розташований двигун, і капот, що відкидається назад.
Пізніше на 900NG з'явилася система «Sensonic» - варіант зчеплення (доступний на турбо моделях з ручною КПП), який вдавав із себе зчеплення контрольоване комп'ютером - який забезпечував більш чітке і продуктивне перемикання передач, що сприяє підвищенню динаміки автомобіля.
На 900NG була встановлена система SID (бортовий комп'ютер) яка показувала водієві витрата палива, температуру повітря і ін. дані.
Так само на 900NG вперше була застосована технологія Night Panel. Два варіанти освітлення приладової панелі в темний час доби: загальне (освітлення всієї панелі) і підсвічування тільки спідометра (зроблена за прикладом освітлення в кабіні винищувача).
SAAB вважався підрозділом General Motors, яке виробляє елітні автомобілі. У зв'язку з чим SAAB 900NG коштував на ринку дорожче ніж Opel Vectra (на базі якого 900NG був побудований).
Всього виготовлено 273 568 другого покоління.

### Двигуни
- 2.0 L B204I I4 130 к.с.
- 2.0 L B206I I4 133 к.с.
- 2.0 L B204L 16v turbo I4 185 к.с.
- 2.3 L B234I 16v I4 150 к.с.
- 2.5 L B258I 24v 54º V6 170 к.с.

## Виробництво та продаж
| Ринок           | 1993    | 1994   | 1995  | 1996  | 1997  | 1998    |
| --------------- | ------- | ------ | ----- | ----- | ----- | ------- |
| Швеція          | 5,155*  | 10,791 | 8,886 | 7,858 | 7,265 | 9,326** |
| Німеччина       | 2,322*  | 3,018  | н/д   | н/д   | н/д   | н/д     |
| США             | 10,974* | н/д    | н/д   | н/д   | н/д   | н/д     |
| Велика Британія | 2,885*  | 5,119  | н/д   | н/д   | н/д   | н/д     |
| Франція         | 954*    | 1,026  | 1,375 | 1,890 | 1,850 | 2,703** |
| Нідерланди      | 851*    | 1,085  | 1,504 | 1,443 | 1,657 | 1,875** |

- - разом з Saab 900 першого покоління
  - - разом з Saab 9-3